# Tomasz Samborski
Tomasz Samborski (ur. 4 kwietnia 1965) – polski prezenter telewizyjny, dziennikarz muzyczny, kompozytor muzyki disco polo oraz dance, producent muzyczny, menedżer i autor piosenek Shazzy. Założyciel i członek zespołu Toy Boys.

## Życiorys
W 1990 założył zespół Toy Boys, w którym grał i śpiewał. W latach 1994–2002 prowadził autorskie programy: Disco Relax i Lato z Disco Relax, które były emitowane na antenie telewizji Polsat. Po zakończeniu emisji programu w 2002 został producentem programu Muzykogranie. W latach 2012–2020 prowadził Disco Relax emitowany przez Polo TV, zaś od 27 marca 2022 na tej samej antenie poprowadzi Disco i relax z Tomkiem Samborskim.
Wystąpił w filmie dokumentalnym o muzyce disco polo pt. Bara Bara w reż. Marii Zmarz-Koczanowicz i Michała Arabudzkiego.

### Życie prywatne
Żonaty z Aleksandrą. Ma trzy córki, Dominikę, Martynę i Lenę.

## Telewizja
- Disco Relax – autor i prowadzący program
  - 1994–2002: Polsat
  - 2012–2020, od 2022[9]: Polo TV

- lato 1995 i lato 1996 – Lato z Disco Relax (Polsat) – autor i prowadzący program.

## Dyskografia
| Data wydania | Tytuł                       |
| ------------ | --------------------------- |
| 1994         | Jelcyn, Jelcyn czego chcesz |
| 1994         | Jelcyn Dance                |

## Utwory
Jest autorem muzyki i słów do piosenek:
- Szept (muz. i sł. T. Samborski)
- Jesteś moim ideałem (muz. i sł. T. Samborski)
- Sex Appeal (muz. H. Wars, sł. E. Szlechter) – cover
- Jambalaya Mix (muz. i sł. twórcy ludowi) – cover
- Mała Piggi (muz. i sł. T. Samborski)
- Baiao Bongo (muz. H. Gietz, sł. Z. Sztaba) – cover
- Czas na sen (muzyka i słowa: Tomasz Samborski)
- 18 lat (muzyka i słowa: Tomasz Samborski)
- Bierz co chcesz (muz. i sł. T. Samborski)
- Miłość i zdrada (muz. i sł. T. Samborski)
- Tak bardzo zakochani (muz. T. Samborski)
- Noc róży (muz. i sł. T. Samborski)
- Ktoś połączył nas (muz. i sł. T. Samborski) – duet z Normanem Kalitą
- Nieba smak (muz. Shazza, sł. T. Samborski)
- Małe pieski dwa (muz. twórcy ludowi, sł. T. Samborski) – cover piosenki „Pieski małe dwa (Si bon, si bon)” ze zmienionym tekstem
- Jestem zakochana (muz. i sł. T. Samborski)
- Historia pewnej miłości (muz. twórcy ludowi, sł. T. Samborski) – cover ze zmienionym tekstem
- Mały, słodki Charlie (muz. i sł. Tomasz Samborski)

## Spektakle TVP
- 1999: „W tym domu straszy” – muzyka

## Filmografia
- 1996: „Bara Bara”, reż. Maria Zmarz-Koczanowicz, Michał Arabudzki

## Nagrody
| Rok  | Ceremonia       | Nagroda | Kategoria | Wynik      |
| ---- | --------------- | ------- | --------- | ---------- |
| 1999 | Telekamery 1999 | –       | Rozrywka  | IV miejsce |